# رنگین‌کمان‌ماهی دریاچه تبرا
رنگین‌کمان‌ماهی دریاچه تبرا (نام علمی: Melanotaenia herbertaxelrodi) گونه‌ای از رنگین کمان ماهی‌ها است که وابسته به زیرخانواده (Melanotaeniinae) و بومی حوضه دریاچه تبرا در کشور پاپوآ گینه نو می‌باشد. نام خاص این گونه برگرفته از نام ناشر کتاب حیوانات خانگی هربرت آر. اکسلرود (۱۹۲۷–۲۰۱۷) است.